# دادگاه قانون اساسی کره
دادگاه قانون اساسی کره (انگلیسی: Constitutional Court of Korea؛‏ کره‌ای: 헌법재판소) یکی از دیوان‌های عالی در سیستم قضایی کره جنوبی است که همراه با دیوان عالی کره جنوبی، وظیفهٔ بررسی قانون اساسی را بر عهده دارد و در جونگ‌نو، سئول مستقر است. قانون اساسی کره جنوبی قدرت قضایی را به دادگاه‌ها که از قضات تشکیل شده‌اند اعطا می‌کند، که سیستم دادگاه‌های عادی را ایجاد می‌کند، اما همچنین یک دادگاه قانون اساسی مستقل ایجاد می‌کند و صلاحیت انحصاری در امور مربوط به قانون اساسی را به آن می‌سپارد. مخصوصاً، ماده ۱۱۱ بند ششم قانون اساسی کره جنوبی موارد زیر را به‌طور «منحصر به فرد» برای بررسی توسط دادگاه قانون اساسی تعیین کرده است:
1. بررسی سازگاری یک قانون با قانون اساسی به درخواست دادگاه‌ها؛
2. استیضاح؛
3. انحلال یک حزب سیاسی؛
4. حل و فصل اختلافات صلاحیتی بین دستگاه‌های دولتی، بین دستگاه‌های دولتی و دولت‌های محلی، و بین دولت‌های محلی؛
5. شکایات مربوط به قانون اساسی [بر اساس مقررات دیوان عدالت قانون اساسی]

## نمادها

نشان دادگاه قانون اساسی کره (۱۹۸۸–۲۰۱۷)
پرچم دادگاه قانون اساسی کره (۱۹۸۸–۲۰۱۷)
پرچم دادگاه قانون اساسی کره (از سال ۲۰۱۷)
لوگی دادگاه قانون اساسی کره (از سال ۲۰۱۳)